# Генерал-майор (Австралия)
Генерал-майор (англ. Major general) — воинское звание генералитета Сухопутных войск Австралии. Соответствует званию «Вице-маршал авиации» в Королевских ВВС Австралии и званию «Контр-адмирал» в Королевском ВМФ Австралии. Является «двухзвёздным» званием (по применяемой в НАТО кодировке — OF-7).

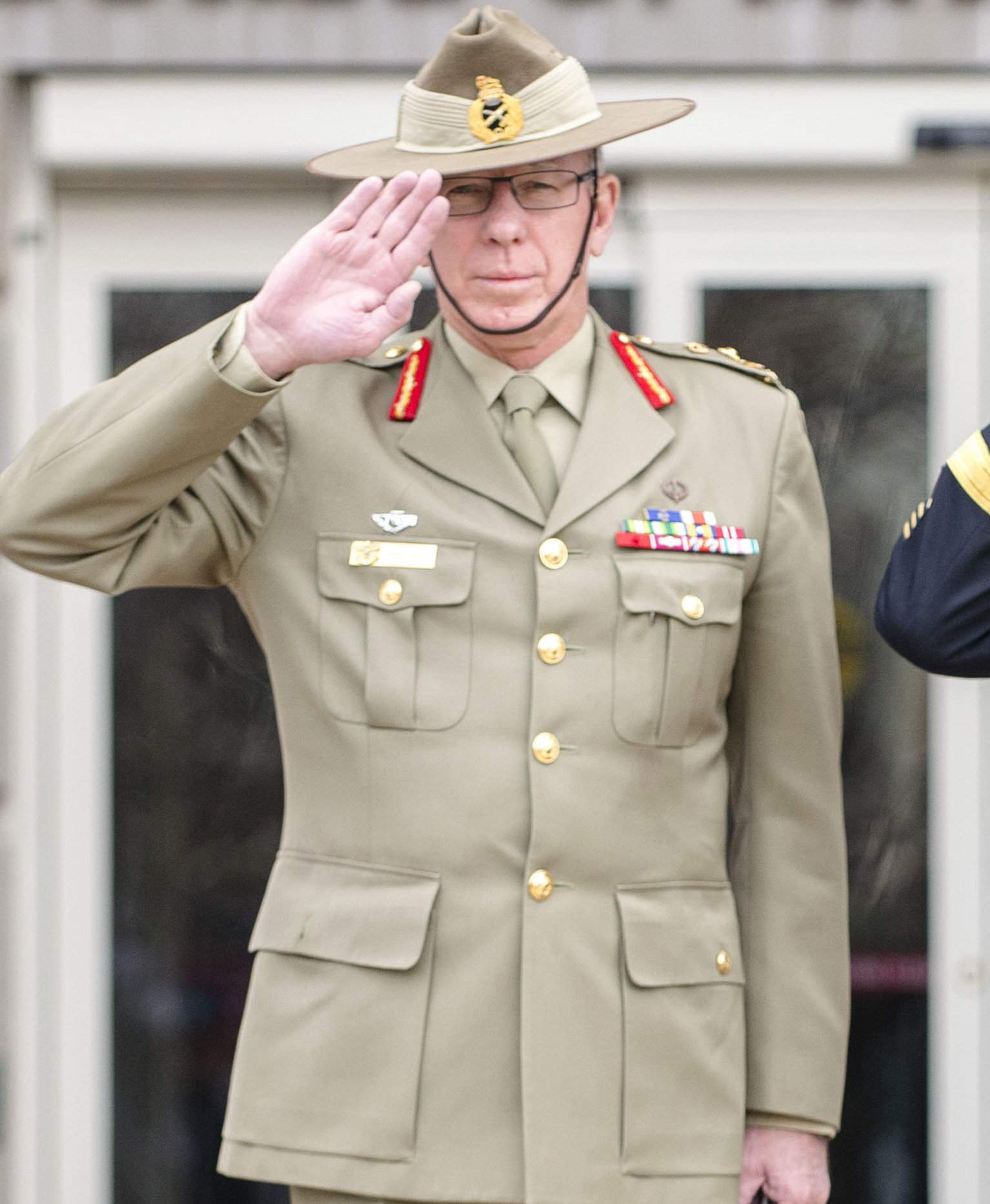
Дэвид Хёрли - один из носителей данного звания (июль 2001)

Следует за званием «Бригадир» и предшествует званию «Генерал-лейтенант». Является прямым аналогом британского звания «Генерал-майор».

## Положение о звании
В настоящее время данное звание присваивается «Заместителю Начальника армии (DCA)». Также, звание присваивается армейским офицерам, занимающим различные двухзвёздные должности в структуре управления Сил обороны Австралии, а также командирам дивизий.

## Знаки различия
Погон представляет собой звезду ордена Бани над скрещенными жезлом и саблей, а ниже дугой надпись «AUSTRALIA».